# Аршин мал алан (фильм, 1945)
«Аршин мал алан» — советская азербайджанская музыкальная комедия, по мотивам одноименной оперетты Узеира Гаджибекова. Фильм был дублирован на 86 языков.

## Сюжет
На Востоке жених не мог увидеть лица невесты до свадьбы, и потому герой фильма — Аскер, богатый молодой человек, по совету своего друга Сулеймана переодевается в уличного торговца тканями, «аршинмалчи». Эти торговцы, продавая товар, заходили в дома, где женщины и девушки, выбирая и рассматривая у них ткани, не закрывали своих лиц. Теперь Аскер мог зайти в любой двор и выбрать себе невесту. В фильме много комедийных положений, песен, юмора, а главное — всё кончается хорошо для героев!

## В ролях[2]
| Актёр (актриса)                 | Актёр (актриса) озвучания (при наличии)                      | Вокальные партии                                                                                          | Роль        | Характер персонажа                                                                            |
| ------------------------------- | ------------------------------------------------------------ | --- | ----------- | --------------------------------------------------------------------------------------------- |
| Рашид Бейбутов                  | на русский язык роль озвучена самим актёром                  | вокальные партии на азербайджанском и русском языках исполнены самим актёром                              | Аскер       | молодой богатый купец, переодевшийся в костюм «аршин-малчи», чтобы увидеть невесту до свадьбы |
| Лейла Бадирбейли (Джаванширова) |                                                              | вокальные партии на азербайджанском и русском языках исполнены Валидой Везировой                          | Гюльчохра   | дочь Султанбека                                                                               |
| Исмаил Эфендиев                 | на русский язык роль озвучена самим актёром                  | вокальные партии на азербайджанском и русском языках исполнены Агабабой Буниятзаде                        | Сулейман    | близкий друг Аскера                                                                           |
| Рахиля Меликова (Мустафаева)    |                                                              | | Асья        | племянница Султанбека                                                                         |
| Алекпер Гусейн-заде             |                                                              | вокальные партии на азербайджанском языке исполнены Мовсуном Санани                                       | Султанбек   | разорившийся бек                                                                              |
| Минаввер Калантарлы             | на русский язык роль озвучена самой актрисой                 | вокальные партии на азербайджанском и русском языках исполнены самой актрисой                             | Джаган-хала | тётя Аскера                                                                                   |
| Лютфали Абдуллаев               |                                                              | на азербайджанском языке вокал исполнен самим актёром, на русском языке вокал исполнен Рашидом Бейбутовым | Вели        | слуга Аскера                                                                                  |
| Фатьма Мехралиева               |                                                              | на азербайджанском и русском языках вокал исполнен самой актрисой                                         | Телли       | прислуга Султанбека                                                                           |
| Мирза Ага Алиев                 |                                                              | | Мешади Ибад | торговец на рынке с бородой                                                                   |
| Гафар Хагги                     | Ашбаз (имя указано в титрах в конце реставрационного фильма) | |             |                                                                                               |

## Съёмочная группа
- Автор сценария: Сабит Рахман
- Режиссёры-постановщики: Рза Тахмасиб; Николай Лещенко
- 2-й режиссёр: Исмаил Эфендиев (актёр)
- Операторы-постановщики: Али-Саттар Атакишиев; Мухтар Дадашев
- Композитор: Узеир Гаджибеков
- Музыкальный редактор: Ниязи
- Звукооператор: Агахусейн Каримов
- Хореография: Алибаба Абдуллаев
- Перевод и переработка текстов песен: Татьяна Стрешнева
- Художник-постановщик: Юрий Швец
- Второй художник: Агамехти Гумриев
- Художник по костюмам: Исмаил Ахундов
- Директоры фильма: Даниил Евдаев, Теймур Хусейнов

## Факты
- Фильм очень понравился Мао Цзэдуну, и он приказал снять в Китае свою версию, которая бы называлась «Любовь под одеялом» (китайцы «одеялом» назвали чадру)[4][источник не указан 229 дней]
- Фильм обошёл 136 стран мира. Только в СССР за полтора месяца проката фильм посмотрели 16 миллионов зрителей.[источник не указан 229 дней]
- В 1965 году Государственная организация «Союзэкспорткино» СССР, учитывая, что «Аршин мал алан» 1945 года принёс большую финансовую прибыль, заказала Бакинской киностудии новый, цветной вариант фильма. Таким образом, режиссёром Тофиком Тагизаде было ещё раз экранизировано это произведение. Его фильм, выпущенный в прокат на двух языках — азербайджанском и русском, не снискал такой популярности, как первый, однако был более совершенным с точки зрения технического оснащения.[источник не указан 229 дней]
- В 2013 году к столетнему юбилею оперетты группа компаний AtaHolding совместно с агентством Peachline провели реставрацию и окрашивание фильма. Фильм был представлен в цвете. Реставрация и окрашивание производились специалистами из Голливуда, однако сначала была отреставрирована лишь азербайджанская версия фильма и вскоре подобной реставрации подверглась и версия на русском языке[5].